# Carpocoris
Genre
Carpocoris est un genre d'insectes hémiptères du sous-ordre des hétéroptères (punaises) de la famille des Pentatomidae.

## Sous-genres et espèce
Selon BioLib (15 décembre 2019) :
- sous-genre Carpocoris Kolenati, 1846
- sous-genre Manciurocoris Tamanini, 1959

Espèce non classée dans un sous-genre : 
- Carpocoris horvathi Tamanini, 1962
- Carpocoris hoberlandti Kukalová, 1957 †

## Espèces rencontrées en Europe
Toutes sont du sous-genre Carpocoris
- Carpocoris (Carpocoris) coreanus Distant, 1899
- Carpocoris (Carpocoris) fuscispinus (Boheman, 1850)
- Carpocoris (Carpocoris) mediterraneus Tamanini, 1959 avec 2 sous-espèces :
  - Carpocoris (Carpocoris) mediterraneus atlanticus Tamanini, 1959
  - Carpocoris (Carpocoris) mediterraneus mediterraneus Tamanini, 1959
- Carpocoris (Carpocoris) melanocerus (Mulsant & Rey, 1852)
- Carpocoris (Carpocoris) pudicus (Poda, 1761)
- Carpocoris (Carpocoris) purpureipennis (De Geer, 1773)